# Petit Brabancon
Petit Brabancon é um supergrupo japonês de metal ativo desde 2021. É formado pelo vocalista Kyo (Dir en grey), o baterista Yukihiro (L'Arc-en-Ciel), os guitarristas Miya (Mucc) e antz (Tokyo Shoegazer) e o baixista Hirofumi Takamatsu (The Novembers). Tendo escrito e gravado músicas secretamente desde 2018, a banda não foi revelada publicamente até dezembro de 2021. Seu álbum de estreia, Fetish, foi lançado em agosto de 2022.

## Carreira

### Pré estreia

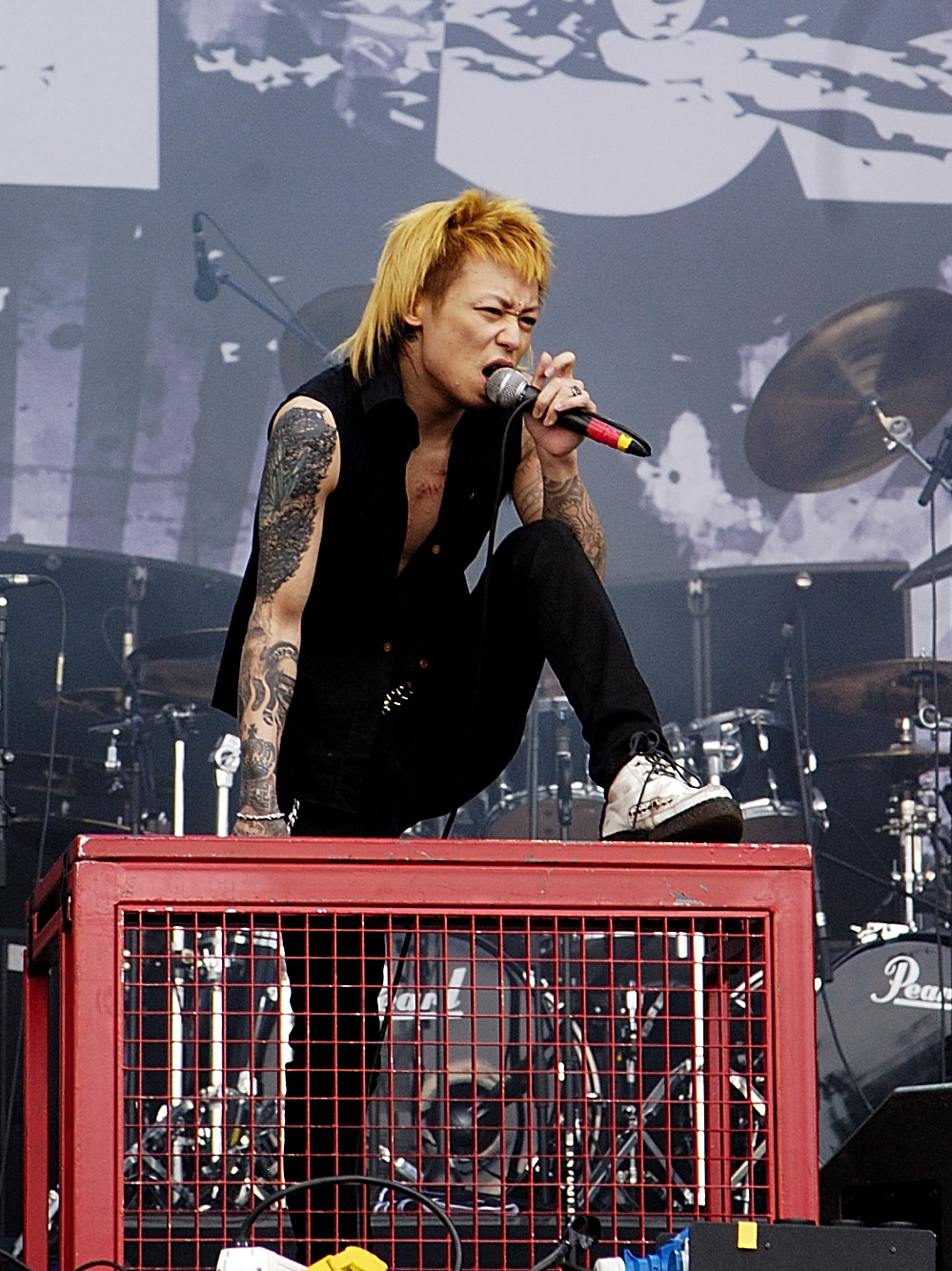
Kyo (imagem) formou o Petit Brabancon por conta de seu desejo de criar música com Yukihiro.

Um grande fã de Yukihiro desde que ele era membro de Zi:Kill, o vocalista do Dir en grey Kyo sugeriu ao baterista trabalharem juntos quatro ou cinco anos antes da formação do grupo. Como Kyo não estava interessado em duplas, eles iniciaram o processo de recrutamento para uma banda de cinco membros. Precisando de alguém mais prolífico em compor do que ele mesmo, Yukihiro sugeriu o guitarrista do Mucc, Miya, acreditando que ele também combinaria com o estilo de música pesada de Kyo. Miya aceitou depois de conversar e beber com Kyo e aprender tudo o que os dois tinham em comum, como educação e gostos musicais, inclusive sendo ambos grandes fãs de Zi:Kill. O guitarrista começou a compor para a nova banda em 2018. Algum tempo depois, Yukihiro sugeriu o baixista do The Novembers, Hirofumi Takamatsu, e o guitarrista do Tokyo Shoegazer, Kiyomi "antz" Watanabe, para completar a formação. Takamatsu disse que aceitou imediatamente após receber uma ligação do gerente de Yukihiro em 2019. Ele começou a usar um baixo de cinco cordas, algo que nunca havia feito antes, a pedido dos outros membros. Já antz tocou no projeto de Yukihiro Acid Android por cerca de dez anos, mas o deixou em 2012. Seu colega de banda no Tokyo Shoegazer, Hiroshi Sasabuchi, conversou com Yukihiro e disse a antz para entrar em contato com ele. Depois que eles se encontraram pessoalmente, Yukihiro então ligou para antz e o convidou para se juntar à nova banda em 2019. Não buscando um nome legal ou engraçado, Kyo deu ao grupo o nome da raça de cães Pequeno brabançon. Ele disse que, apesar de ser uma raça de pequeno porte, eles têm a reputação de mal-humorados e latirem muito. Pessoalmente, ele é dono de um cão de uma raça muito semelhante.

### Início oficial, álbum de estreiaFetish(2021–presente)
O grupo Petit Brabancon foi anunciado publicamente pela primeira vez em 29 de outubro de 2021, como um artista desconhecido definido para se apresentar no evento da gravadora Danger Crue, 40th Anniversary Jack in the Box 2021, no Nippon Budokan em 27 de dezembro. Os membros só foram revelados com uma foto oficial lançada em 6 de dezembro. Dias antes do show, o single digital de duplo lado A "Koku/Kawaki", contendo três faixas, foi lançado em 24 de dezembro. O primeiro show solo da banda foi realizado no Club Citta em 14 de janeiro de 2022, no entanto, foi limitado a apenas 29 participantes e mais curto do que o normal (o que foi avisado com antecedência), pois foi filmado para ser usado em vídeos promocionais.
"Kawaki", o primeiro single físico, foi lançado em 27 de abril, incluindo quatro músicas e masterizado por Ted Jensen. O álbum de estreia da banda, Fetish, foi lançado em 31 de agosto. Todas as letras foram escritas por Kyo, enquanto a maioria das músicas foi composta por Miya, com antz compondo quatro músicas e Yukihiro uma. A primeira turnê da banda, nomeada Resonance of the Corpse, ocorreu em cinco locais no Japão entre 8 e 21 de setembro. Antes da turnê, anunciaram a marca de roupas Petit Brabancon centrada em moda de rua.
Participaram do Knotfest Japan 2023 em 2 de abril e lançaram o EP Automata em 14 de junho, realizando a turnê Indented Bite Mark de seis datas durante o mês de julho.

## Estilo musical
Yukihiro explicou que Petit Brabancon surgiu porque Kyo queria fazer algo "extremo" com ele. Miya especulou que Kyo buscava combinar sua música intensa e pesada de sempre com o estilo de bateria punk de Yukihiro. O guitarrista também sentiu que a visão de Kyo para a banda era mais hardcore do que heavy metal. antz disse que depois de entrar, todos os cinco membros se reuniram e palavras como "nu metal/ rock pesado dos anos 1990 e 2000" surgiram. Ryōsuke Tarakane do Mikiki escreveu que, embora baseada no nu metal, rock industrial e alternativo, a música de Petit Brabancon não é restringida por fronteiras de gênero e tem um espírito experimental misterioso. Kyo afirmou que quer manter a mudança entre tons e estilos de canto de uma música para outra mais restrita do que em Dir en grey. Antes da primeira turnê, Kyo disse acreditar que Petit Brabancon era uma "banda ao vivo" e que as músicas soariam "mais ásperas", no bom sentido, quando tocadas ao vivo.

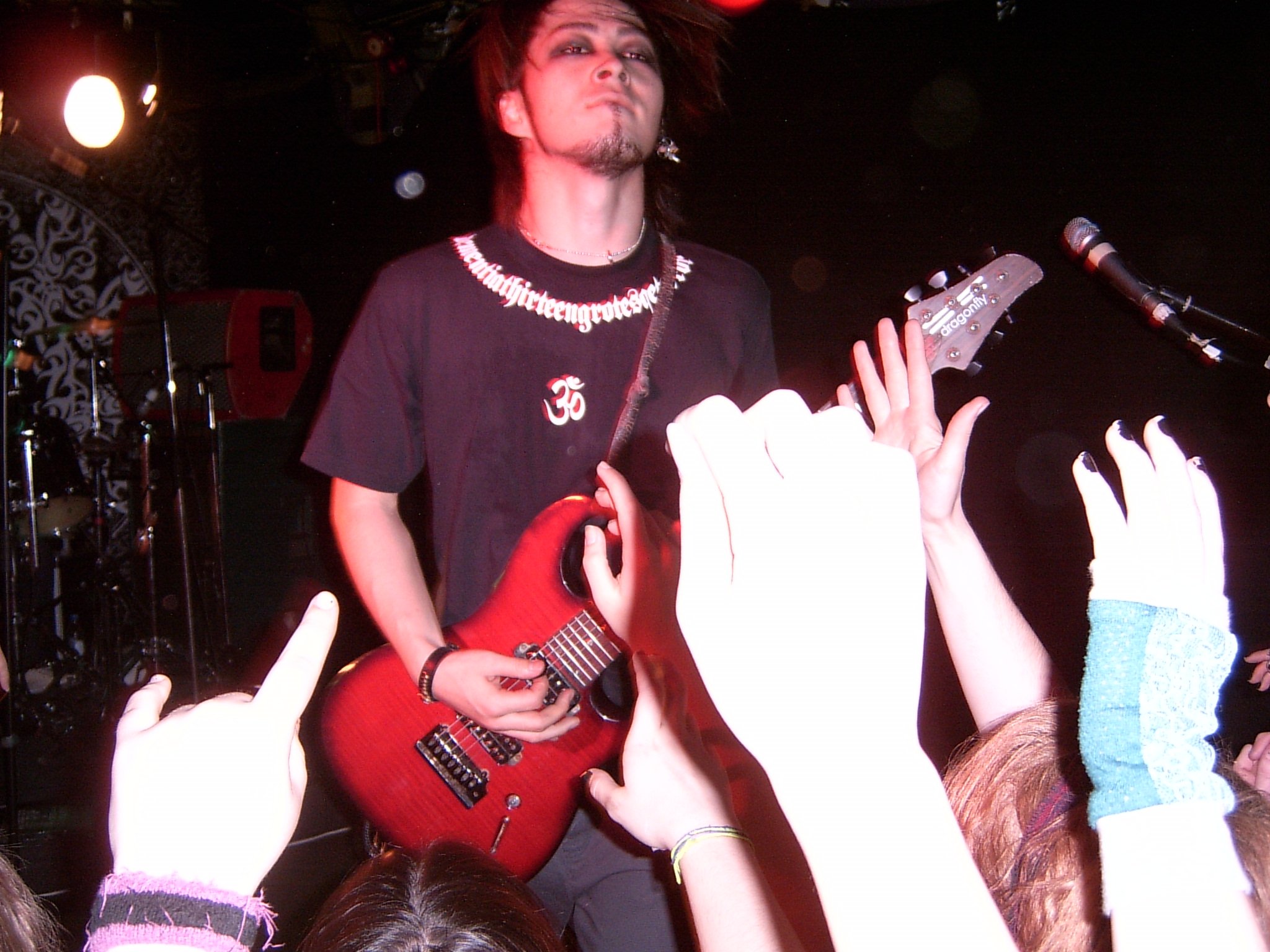
Miya (imagem) é o principal compositor da banda.

Embora Kyo traga todas as melodias em suas outras bandas, Miya é quem frequentemente escreve as melodias em Petit Brabancon, enquanto às vezes os dois colaboram nelas. O guitarrista do Mucc contou que frequentemente pedia ao vocalista para cantar melodias diferentes de suas outras bandas, e também pedia a Yukihiro para tocar frases de bateria que ele normalmente não faria. Ele também disse que assume o papel de guitarra coadjuvante, tocando um pouco atrás de antz para apresentar um som tridimensional. antz concordou com a avaliação de que as canções de Miya formam o núcleo do Petit Brabancon, e ele quer que suas próprias canções tragam outros elementos da banda. Takamatsu descreveu as canções compostas por Miya como pesadas, mas polvilhadas com cativantes pop, e aquelas compostas por antz como "cerimoniais ou religiosas" e "lamacentas", mas com partes que se assemelham ao new wave. As músicas do antz são cheias de ideias dos outros integrantes e acabaram ficando diferentes do que ele imaginava, mas ele disse que gostou das mudanças.
Devido à pandemia de COVID-19 no Japão, os integrantes gravaram suas partes para o primeiro álbum separadamente; com exceção dos dois guitarristas, que gravaram juntos. Kyo contou que prefere gravar desta forma, pois sabe bem quando sua voz está melhor; ele geralmente grava às 3h ou 7h-8h da manhã e envia para os outros. Excepcionalmente, ele costuma gravar seus vocais antes que a bateria e o baixo sejam dublados na gravação. Miya disse que prefere quando gravam juntos e gravar a bateria primeiro, mas disse que isso pode não agradar a Petit Brabancon e eles já provaram que fazer isso separadamente funciona. Kyo descreveu Miya como muito detalhista, semelhante a seu colega de banda do Dir en grey, Kaoru. Porém, ele próprio prefere tomar decisões no momento, especialmente quando se apresenta ao vivo. Ele descreveu as canções compostas por antz como tendo sido mais fáceis para ele entender. Como letrista da banda, Kyo escreve as letras e grava seus vocais ao mesmo tempo. Quando um entrevistador do site de música Barks sugeriu que suas letras expressavam ressentimento, raiva e frustração com o mundo, Kyo concordou, admitindo ter uma mentalidade negativa. Miya concordou que a letra é grosseira e disse que apesar de ser em japonês, ele queria que soasse como se não fosse; ele não acredita que o ouvinte precise entender cada uma das palavras.

## Membros
- Kyo (京) – vocais (Dir en grey, Sukekiyo)
- Yukihiro – bateria (L'Arc-en-Ciel, Acid Android, Die in Cries, Zi:Kill)
- Miya (ミヤ) – guitarra (Mucc)
- Hirofumi Takamatsu (高松浩史) – baixo (The Novembers)
- antz – guitarra (Tokyo Shoegazer, Acid Android)

## Discografia

### Álbuns de estúdio
| Ano  | Detalhes                                                           | Oricon | Billboard Japan Hot Albums | Billboard Japan Top Albums |
| ---- | ------------------------------------------------------------------ | ------ | -------------------------- | -------------------------- |
| 2022 | Fetish - Lançamento: 31 de agosto de 2022 - Gravadora: Danger Crue | 26     | 28                         | 31                         |

### EPs
| 2023 | Automata - Lançamento: 14 de junho de 2023 - Gravadora: Danger Crue |

### Singles
| Ano  | Detalhes                                          | Oricon | Billboard Japan Top Singles |
| ---- | ------------------------------------------------- | ------ | --------------------------- |
| 2022 | "Kawaki" (渇き) - Lançamento: 27 de abril de 2022 | 42     | 39                          |

### Álbuns de vídeo
| Ano  | Detalhes                                                     | Oricon |
| ---- | ------------------------------------------------------------ | ------ |
| 2023 | Ressonance of the Corpse - Lançamento: 18 de janeiro de 2023 | —      |

### Outros
- "Koku/Kawaki" (刻 / 渇き), single digital, 24 de dezembro de 2021